# Пешадија на коњима
Пешадија на коњима (енгл. Mounted infantry), пешадијске јединице које користе коње (ређе мазге или камиле) као превозно средство, али се не боре из седла (као права коњица), већ сјахују за борбу пешице.

## Историја
Прве јединице пешадије на коњима биле су драгони, који су формирани у 17. веку како би пратили коњицу на маршу и подржавали је у борби. Иако су на маршу јахали коње, ове јединице увек су се бориле пешице, пошто су војници били пешадинци наоружани пушкама са бајонетима и јахали обичне, товарне и теглеће коње, који нису били обучени за борбу. Током 18. века драгуни су еволуирали у лаку коњицу, која је поред пушака имала и сабље и била обучена за борбу из седла, тако да су се могли користити као пешадија или као коњица, по потреби. Касније формиране јединице пешадије на коњима биле су најчешће привременог карактера, састављене од пешадинаца који су умели да јашу, посађене на товарне коње и намењене за операције на дугим правцима, које су захтевале већу брзину марша од обичне пешадије. На тај начин, пешадија на коњима је током 19. и почетком 20. века била претеча касније моторизоване пешадије.

## Употреба у рату
Пешадија на коњима могла се користити за извиђање и праћење конвоја као коњица, али се није могла користити у коњичком јуришу, већ је морала да сјаше за борбу пешице, пошто је била наоружана само пушкама са бајонетима, без сабаља и копаља за борбу из седла, а ни људи ни коњи нису били обучени за коњичку борбу.